# Opština Kolašin
Opština Kolašin (serbiska: Општина Колашин, Колашин) är en kommun i Montenegro. Den ligger i den centrala delen av landet. Antalet invånare är 2 989. Arean är 897 kvadratkilometer.
Terrängen i Opština Kolašin är bergig åt sydost, men åt nordväst är den kuperad.
Följande samhällen finns i Opština Kolašin:
- Kolašin